# HELLO! HEARTBREAK
『HELLO! HEARTBREAK』（ハロー・ハートブレイク）はYOCO & LOOK OUTの2枚目のアルバム。

## 内容
日本コロムビア移籍第一弾及び平ケ倉良枝在籍最後のアルバムとなった本作は、ギターを担当する神長弘一と今井稚也による初の作曲作品を収録。

## 批評
CDジャーナルは「このタイプのグループが多い中、どのように独自性をアピールしていくかが課題になるだろう。他のグループと同じく、音楽的背景となっているものが似ているだけに」と評した。

## 収録曲
全曲　編曲：月光恵亮・YOCO & LOOK OUT
1. HELLO! HEARTBREAK
作詞：小幡洋子・朝野深雪　作曲：須貝幸生
2. BY MYSELF
作詞・作曲：今井稚也
3. One More Dream
作詞：小幡洋子　作曲：須貝幸生
4. Long Good-bye
作詞：今井稚也　作曲：須貝幸生
5. Hey! Mr. MOJO Walking
作詞：今井稚也　作曲：須貝幸生
6. GLORY NIGHTS
作詞・作曲：今井稚也
7. Welcome to Nightmare
作詞：朝野深雪　作曲：神長弘一・月光恵亮
8. JUSTY NASTY
作詞：小幡洋子　作曲：須貝幸生
9. WINDY BLUE
作詞：小幡洋子　作曲：須貝幸生
10. CALL ME
作詞：朝野深雪　作曲：須貝幸生
11. Rescue Lover
作詞：今井稚也　作曲：須貝幸生
12. Livin' in the shadow
作詞・作曲：MOGUL-SHAPIRO-JULIEN（訳詞：松本一起）